# Prima battaglia di Agordat
La prima battaglia di Agordat venne combattuta il 27 giugno 1890 tra le truppe coloniali italiane e i Dervisci.

## La battaglia
Circa un anno dopo Metemma, avveniva la prima battaglia di Agordat. In verità la prima battaglia di Agordat dovrebbe chiamarsi, molto più correttamente, il primo combattimento di Agordat per le forze non ingenti che si scontrarono. In tutto non più di 2 000 combattenti complessivamente per i due schieramenti. Ma è invalso l'uso di chiamarla così per distinguerla dalla "seconda", quella del 1893, da annoverarsi sicuramente tra le battaglie per le cospicue forze partecipanti, un totale di circa 14 000 uomini. Nei due fatti d'arme però il rapporto numerico delle forze è identico, uno a cinque a sfavore degli italiani. Altra concordanza è che vi fu in ambedue una limpida e netta vittoria delle armi italiane su abilissimi guerrieri, i Dervisci, che avevano già umiliato le forze coloniali inglesi, le migliori del mondo, e annientato quelle abissine.
Dopo la vittoria del mahdi sul negus Giovanni IV d'Etiopia, i dervisci erano decisi più che mai ad estendere la loro influenza a sud, per questo motivo intimarono al diglal (capo) dei Beni Amer, che con le sue tribù si era da poco sottomesso all'Italia, di condursi immediatamente a Cassala, di mettersi agli ordini del Mahdi e di rompere così i patti stipulati con gli infedeli, gli italiani. Ma il diglal si guardò bene dall'obbedire a simile intimazione, che per lui, una volta a Cassala, avrebbe significato morte certa. Così nel giugno del 1890 un migliaio di dervisci, guidati dall'emiro Ibrahim Faragiallah e comandati da Kater Deemedan, calarono rapaci sul Dega per una punizione esemplare, che doveva valere per tutti quelli che si rifiutavano di ubbidire al volere dei mahdisti. Le loro forze assommavano a 100 cavalieri, 600 fucilieri e 300 lancieri appiedati, oltre a qualche centinaio di irregolari.
Il raid colse di sorpresa ed impreparati i guerrieri di quelle popolazioni di confine, per cui la strage fu immensa. Come immensi furono i saccheggi, gli incendi, gli stupri e le depredazioni. Lo stesso diglal dei Beni Ammer fu barbaramente ucciso, così come il capo della tribù degli Omram, Scek Egel. Furono inoltre rapite e schiavizzate oltre cinquecento giovani donne. Il prestigio degli italiani, tra le popolazioni di recente sottomissione, ebbe un duro colpo dalla feroce incursione mahdista. Occorreva subito far qualcosa e dimostrare a tutti che non si potevano toccare impunemente coloro i quali si dichiaravano amici dell'Italia. Per questo motivo il comando italiano decise di far intervenire immediatamente dei propri reparti, incaricando della bisogna un ottimo ufficiale, il capitano Gustavo Fara.

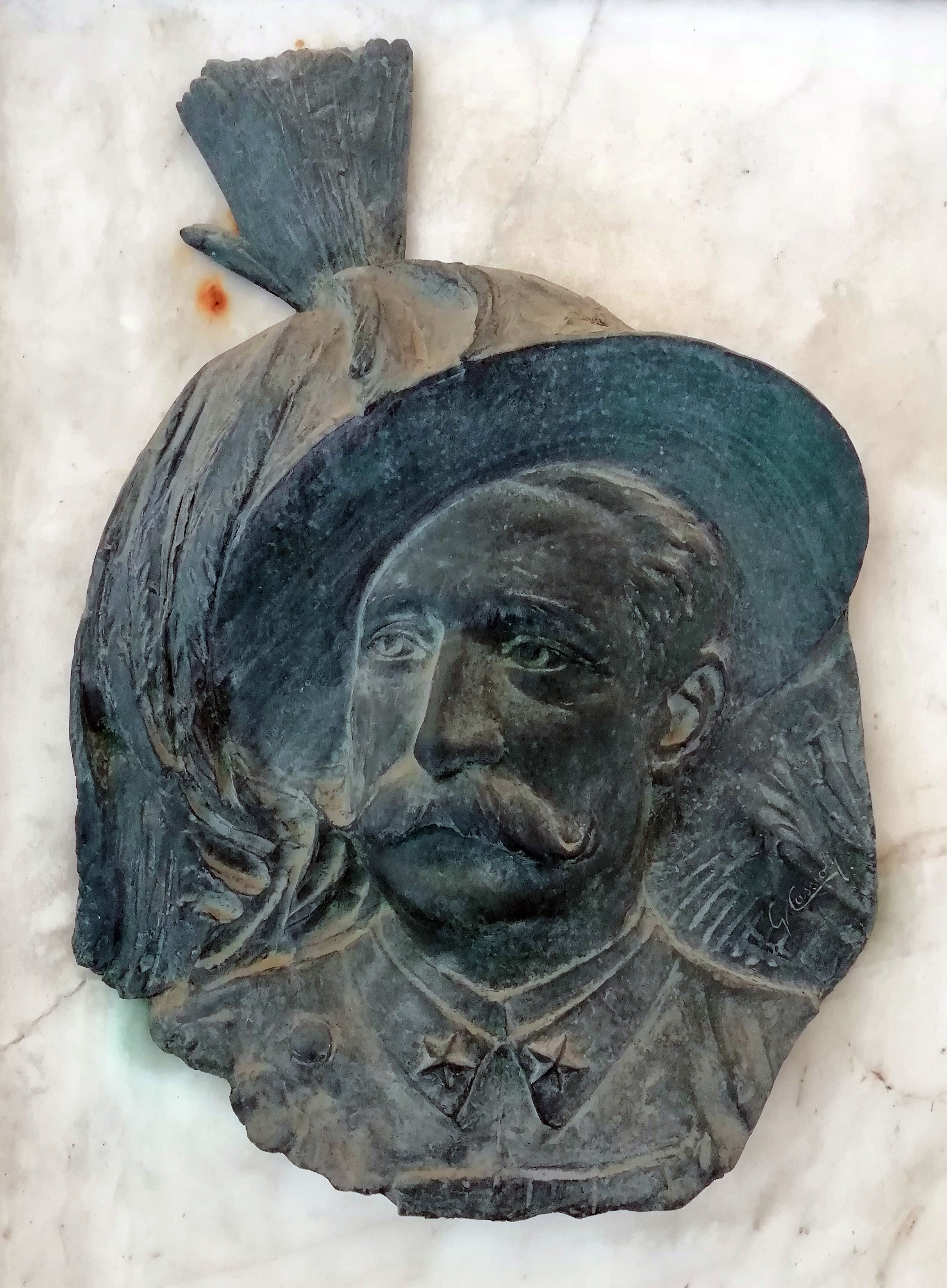
Gianjacopo Cortese, ritratto in bronzo di Giuseppe Cassioli, Certosa di Bologna. Sulla lapide è ricordata la battaglia di Agordat.

Fu il colonnello Cortese, comandante del forte di Cheren, ad ordinare al capitano Fara con la 1ª e la 2ª Compagnia del I Battaglione indigeni (in tutto 230 uomini e 6 ufficiali: il capitano Gustavo Fava e i tenenti Issel, Cristofano, Gino Pennazzi, Michele Spreafico e Olivari) di puntare a marce forzate su Biscia, ad oltre 80 chilometri da Cheren, dove si sperava di agganciare i dervisci. Il 26 giugno la colonna del capitano Fara giunse nei pressi della località di Agordat, dove gli esploratori notarono numerose orme di cavalli e di cammelli nei pressi di una fiumara. Una perlustrazione nei dintorni diede però risultati negativi: del nemico nessuna presenza. Dato che la marcia forzata era stata assai faticosa, il comandante italiano prese la decisione di accamparsi nel frattempo ai pozzi di Agordat.
Non era passato molto tempo dall'alt degli italiani presso i pozzi, quando all'improvviso comparve un drappello di dervisci, che tirandosi dietro dei cavalli dall'apparenza molto stanchi, si recavano all'abbeverata. Probabilmente, questi guerrieri si erano staccati dal grosso, forse per un raid, poi affaticati erano venuti là per dissetarsi. Fara li riconobbe immediatamente per nemici dalle loro caratteristiche divise, lunghe vesti bianche rappezzate di toppe colorate. La sorpresa fu tanta nel vedere gli ascari, che quei guerrieri non ebbero il tempo di reagire. Circondati subito i pozzi vi si poterono catturare una dozzina di ritardatari di quella misteriosa turba che aveva lasciate le sue tracce. Disarmati, vennero condotti davanti agli ufficiali italiani. Interrogati, tramite un interprete, non vollero rispondere nulla e si chiusero in un mutismo assoluto; non valsero a nulla neanche le minacce di fucilazione per il loro recente comportamento da predoni. Condotti a turno (forse per cercare di far parlare, per paura, il successivo) davanti al plotone di esecuzione, si comportarono da magnifici guerrieri quali erano e morirono fieramente.
La terribile scena aveva però terrorizzato un loro schiavo, un certo Abdallah, che supplicò di aver salva la vita, in cambio avrebbe rivelato dove si trovasse il grosso dei mahdisti. Rassicurato, disse che, dopo la strage del Dega, i dervisci erano discesi per la gola del Dantai e si erano accampati alla confluenza dei fiumi Giache e Barca, da quel posto sarebbero partiti l'indomani. La zona non era molto lontana. L'alba del 27 giugno 1890 vide il capitano Fara e i suoi sottoposti, i tenenti Cristofano, Spreafico ed Issel, impartire gli ordini necessari per predisporre al meglio le compagnie per il prossimo combattimento, malgrado si facessero sentire in tutti i morsi della fame, in quanto la carovana dei viveri non era ancora arrivata. Ben presto gli àscari giunsero sui rialzi collinari, da cui si poteva dominare il campo nemico. Nella valle, lungo le rive del Giache, si dispiegava, per iniziare la marcia del ritorno, una folta colonna di uomini e animali: guerrieri armati, i più di fucili, altri di lance, chi a piedi, chi su cavalcature; moltissimi dromedari, caricati fino all'inverosimile delle molte cose precedentemente razziate; al centro una massa di giovani donne. Grandi stendardi azzurri garrivano al vento, mentre su molte picche dei guerrieri c'erano orribili trofei di teste umane mozzate.
Mentre le due compagnie italiane si dispiegavano per l'attacco, la retroguardia nemica lanciò l'allarme. Le prime scariche di fucileria delle compagnie indigene italiane furono micidiali: larghi vuoti si aprirono nelle file dei dervisci, che noncuranti serravano sotto per venire al corpo a corpo e far valere così, all'arma bianca, la loro superiorità numerica. Per cui fu giocoforza, ad un certo momento, per gli ascari dar mano alla baionetta e fecero faville, segno del buon addestramento degli ufficiali italiani. Intanto le retrovie dei dervisci erano in subbuglio, a causa della ribellione delle donne Beni Amer prese prigioniere, le quali si davano un gran da fare a tagliare le corde dei carichi dei dromedari, che rovinavano così sulle teste dei combattenti dervisci. La reazione di questi ultimi fu però terribile, molte di esse ebbero il ventre orribilmente squarciato con le daghe, mentre ad altre fu versata della resina liquida sul corpo e poi accesa, lasciandole così morire tra atroci tormenti. Le urla strazianti delle donne fecero sì che gli ascari non dessero più quartiere e non facessero prigionieri. Degno di nota fu il comportamento tenuto dai portabandiera dervisci.
Immobili, senza difesa alcuna in quella terribile mischia, tenevano alto il loro stendardo azzurro. Appena uno di essi veniva ucciso, un altro lo sostituiva e rialzava il vessillo. Alla fine della lotta, si contarono ben diciotto portabandiera morti sotto una sola bandiera. Di fronte all'impeto irresistibile degli ascari, magnificamente condotti dagli ufficiali italiani, anch'essi sempre in prima linea dove più ferveva la mischia, le schiere dei dervisci cominciarono a vacillare. Il crollo e la rotta finale mahdista si ebbe allorché da un vicino pendio si scorse un gran polverone, in cui s'intravedevano dei cammelli. I dervisci credettero che si trattasse dell'avanguardia dei rinforzi italiani giunti da Cheren, mentre non era altro che una trentina di cammelli della carovana, che portava i viveri agli italiani dopo due giorni digiuni. Alla fine sul campo si contarono i corpi di oltre 250 dervisci caduti, mentre gli italiani lamentavano la perdita di solo 3 uomini (un ascaro e due Beni-Amer) e di 8 feriti. Fu recuperato un ingente bottino e liberati circa 400 prigionieri. Inoltre al nemico furono strappati 180 fucili, molte lance, trombe, tamburi, cavalli e 7 bandiere di combattimento. Per la battaglia di Agordat, prima vittoria italiana in terra d'Africa, venne concessa al capitano Gustavo Fara la croce dell'Ordine militare di Savoia, ai tenenti Cristofano, Spreafico ed Issel la Medaglia d'argento al valor militare e a 3 ascari la Medaglia di bronzo. Intanto gli italiani occupavano Agordat quale loro avamposto, costruendovi a difesa un fortino e presidiandolo con una compagnia di ascari.

## Conseguenze
I superstiti dervisci, in gran parte feriti, guadagnarono le vicine alture e si sbandarono per i monti circostanti, ma qui i Baria presero la loro spietata vendetta, ripagando crudeltà con crudeltà: tornarono a Cassala solo in 60. Lo scontro di Agordat rese più cauti i Dervisci, cosicché, per quanto l'Emiro di Cassala avesse minacciato una pronta vendetta, ad eccezione di qualche altra piccola razzia, nessun atto d'importanza si verificò per qualche tempo. Poiché però Agordat era punto obbligatorio di passaggio per i Mahdisti che avessero voluto fare razzie nell'alto Barca, sede dei Beni-Amer, gli italiani vennero nella determinazione di costruirvi un forte, presidiandolo con una compagnia indigena e munendolo di artiglieria da montagna. Questo forte venne costruito in una posizione scelta dal generale Baratieri, ove si uniscono le due principali comunicazioni fra Cheren e Cassala, abbastanza ben fornita d'acqua, con libero campo di vista, buon campo di tiro, e in ottima posizione strategica per agevolare la difesa contro qualsiasi corpo nemico che da Cassala avesse voluto procedere su Cheren, essendo Agordat un punto obbligatorio di passaggio. La vittoria italiana, la fondazione del forte e l'assoldamento delle bande del Barca dettero così impulso alle relazioni commerciali con il Sudan. Da quell'epoca passarono due anni circa prima che gli italiani si scontrassero nuovamente contro i Dervisci (battaglia di Serobeti, 16 giugno 1892).